# Traematosisis
Traematosisis Bishop & Crosby, 1938 è un genere di ragni appartenente alla famiglia Linyphiidae.

## Distribuzione
L'unica specie oggi attribuita a questo genere è stata rinvenuta in USA.

## Tassonomia
Dal 1938 non sono stati esaminati altri esemplari di questo genere.
A giugno 2012, si compone di una specie:
- Traematosisis bispinosus (Emerton, 1911)[3] — USA